# Neosardus danielsi
Neosardus danielsi är en tvåvingeart som beskrevs av Yeates 1996. Neosardus danielsi ingår i släktet Neosardus och familjen svävflugor.
Artens utbredningsområde är Queensland. Inga underarter finns listade i Catalogue of Life.